# It’s a Man’s World (Anastacia-album)
Az It’s a Man’s World Anastacia amerikai énekesnő ötödik stúdióalbuma. 2012. november 9-én jelent meg. Az album producere Glen Ballard, aki a hatalmas sikerű 2004-es Anastacia albumnak is a producere volt. A 2008-as Heavy Rotation óta ez Anastacia első új albuma. Az új album teljes egészében férfi rockelőadók dalait tartalmazza, Anastacia átdolgozásában. Az album digitálisan letölthető és fizikai formátumban is kapható.

## Az album bejelentése
2012. szeptember 17-én, Anastacia 44. születésnapján jelentették be, hogy a népszerű énekesnő a BMG Masters (Sony Music Entertainment) lemezkiadóhoz szerződött és két új album elkészítését írta alá náluk. Az első, az It's a Man's World 2012. november 9-én kerül a boltok polcaira, és rock klasszikusok feldolgozásait fogja tartalmazni, míg a másik 2013-ban jelenik meg és Anastacia új, saját munkái kapnak rajta helyet.

## Promóció
A vezető kislemezt 2012. szeptember 27-én hallhatja először a nagyközönség, ez lesz ugyanis a Night Of Proms koncertturné első állomása, amivel ősszel és télen turnézik az énekesnő. A twitteres hozzászólásaiból pedig az is kiderült, hogy 2013-ban újabb koncertturnéra indul, ahol népszerűsíti majd az új albumot. Anastacia eközben az angol The X Factor (Egyesült Királyság) zsűrijébe került beválogatásra, vendégzsüriként. Teljes állásban is neki szerették volna adni a széket, de az énekesnő előre lekötött programjai miatt nem tudta elvállalni a feladatot. Végül Nicole Scherzinger lett a teljes állású zsűritag.

## Kislemezek
A vezető kislemez premierje 2012. szeptember 27-én volt a Night of Proms Tour első állomásán. A választás a Foo Fighters zenekar Best Of You című számára esett. Az első kislemez megjelenésével egy időben jelenik meg a második is, a Dream On című szám, ami eredetileg az Aerosmith zenekar dala.

## Számlista
1. Ramble On (eredetileg Led Zeppelin)
2. Best of You (eredetileg Foo Fighters)
3. Sweet Child O’Mine (eredetileg Guns N’ Roses)
4. You Can’t Always Get What You Want (eredetileg Rolling Stones)
5. One (eredetileg U2)
6. Back in Black (eredetileg AC/DC)
7. Dream On (eredetileg Aerosmith)
8. Use Somebody (eredetileg Kings of Leon)
9. You Give Love a Bad Name (eredetileg Bon Jovi)
10. Wonderwall (eredetileg Oasis)
Bónuszdal
11. Black Hole Sun (eredetileg Soundgarden)[4]